# Kasteel Inkendaal

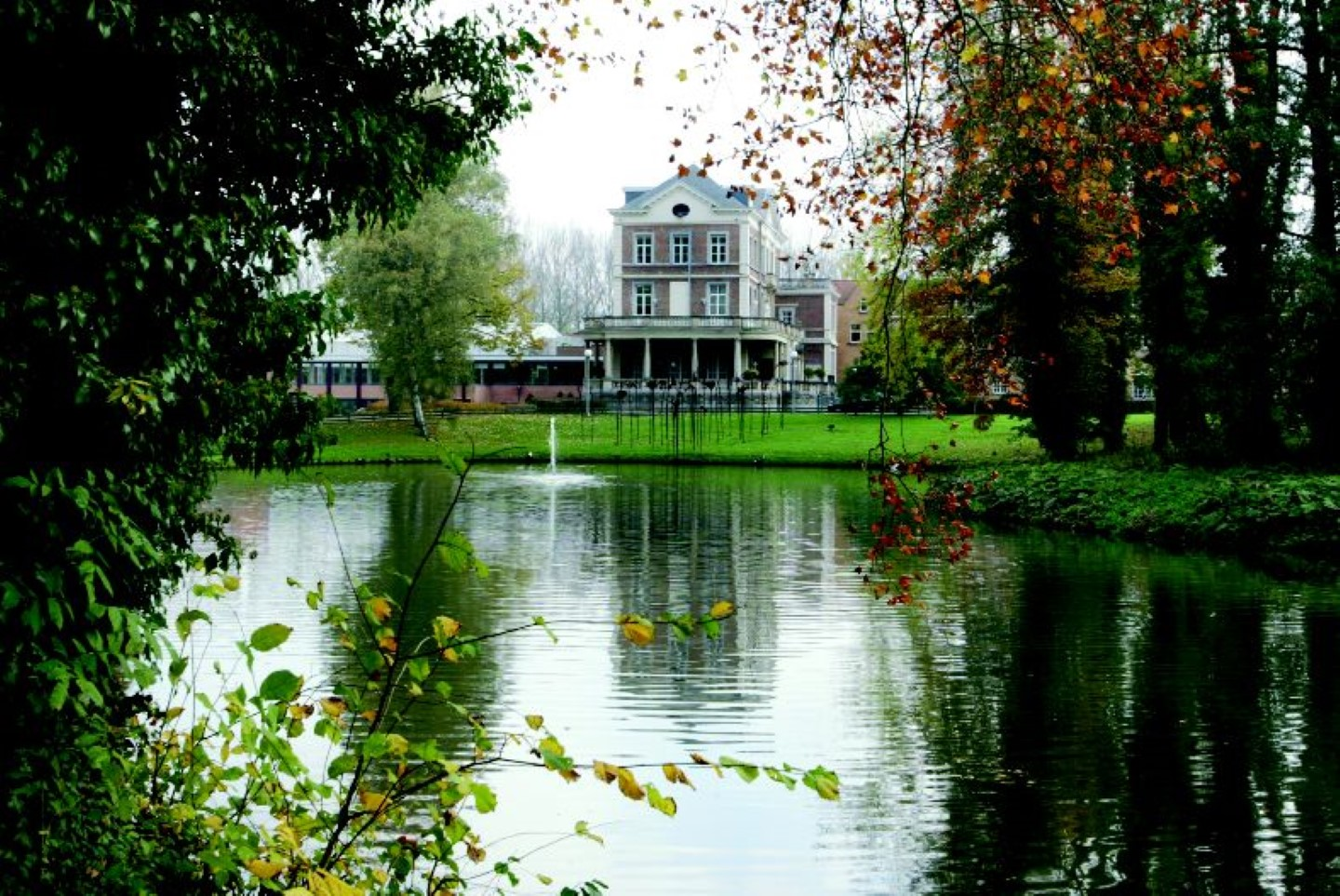
Kasteel Inkendaal

Kasteel Inkendaal is een kasteel met landgoed in de tot de Vlaams-Brabantse gemeente Sint-Pieters-Leeuw behorende plaats Vlezenbeek, gelegen aan de Inkendaalstraat 1 en de Postweg 231.

## Geschiedenis
In 1686 was Inkendaal een van de huizen van plaisantie (buitenhuizen) die de plaats telde. Het ging om een omgracht terrein nabij de bron van de Vlezenbeek, die ook de gracht voedde. Het buitenhuis werd in 1862 afgebroken omdat ongeveer 100 meter westwaarts een nieuw, neoclassicistisch, buitenhuis was opgetrokken. Later werden ook dienstgebouwen opgericht, waaronder een koetshuis. Dit werd in 1930 aan het kasteeltje verbonden, waarbij ook klok- en tuitgeveltjes werden aangebracht.
In 1890 was het goed in bezit van Henri Bollinckx, fabrikant van stoommachines, die de portierswoning, 't huizeke van Toen liet bouwen met trapgevels en een torentje. In 1946 werd het door de toenmalige eigenaar, Albert Richir, verkocht aan de stichting Les abeilles en werd een revalidatieziekenhuis dat later bekend stond als De bijtjes. Tijdens de jaren '90 van de 20e eeuw werden er veel bijgebouwen en paviljoens opgericht.